# Fédération des planètes unies
 (novembre 2024).
Pour les articles homonymes, voir FPU et FUP.
Pour un article plus général, voir Ethnologie de Star Trek.
Dans l'univers fictif de Star Trek, la Fédération des Planètes Unies (FPU), ou Fédération Unie des Planètes (FUP) (en anglais, United Federation of Planets) et plus communément la Fédération, est une république fédérale interplanétaire, qui à la fin du XXIVe siècle, compte plus de 150 planètes membres (entités politiques) et plusieurs milliers de colonies réparties dans un rayon de 8 000 années-lumière s'étalant sur les Quadrants Alpha et Beta de la Voie lactée.
Reposant sur l'alliance de différentes espèces partageant des valeurs et des principes moraux communs de justice, de liberté, d'égalité et de coopération, les planètes membres partagent leurs ressources et leurs connaissances dans un but commun de paix et d'exploration spatiale. La Fédération peut être définie comme une société socialiste utopique.
Les missions diplomatiques, d'exploration, de recherche scientifique et de défense sont menées par Starfleet, le bras armé de la Fédération. En effet, celle-ci doit souvent faire face aux avancées belliqueuses de ses principaux ennemis parmi lesquels l'Empire Klingon, l'Empire Stellaire Romulien, l'Union Cardassienne, le Dominion ou encore le Collectif Borg.
La Fédération des Planètes unies fait partie intégrante de l'univers Star Trek, à l'exception de la série Star Trek: Enterprise qui se déroule quelques années avant sa fondation.

## Fondation
À la suite d'un conflit armé contre les Romuliens en 2154, les Humains, les Vulcains, les Tellarites et les Andoriens se rapprochent et forment la "Coalition des planètes" en 2155. Cette alliance favorisa le renforcement des liens entre ses membres et déboucha quelques années plus tard, en 2161, sur la signature de la charte de la Fédération à San Francisco.
Parmi les 18 peuples fondateurs de cette organisation, on retrouve les Humains, les Vulcains, les Andoriens, les Tellarites, les Denobuliens, les Rigeliens et les Coridanites, auxquels se sont ajoutés des dizaines de nouveaux membres au fil des années.

## Charte
Son contenu est directement inspiré de la Charte des Nations unies. Dans l'épisode Le vide de Star Trek: Voyager, on peut en apercevoir un extrait :
« Nous, les formes de vies de la Fédération des planètes unies déterminées à épargner aux générations futures le fléau de la guerre, réaffirmons notre attachement aux droits fondamentaux des êtres dotés de conscience, à la dignité et à la valeur de toutes formes de vie, à l'égalité de droits de tous les systèmes planétaires membres petits et grands, à l'établissement des conditions permettant le respect de la justice et des obligations émanant des traités et de la loi interstellaire et à la promotion du progrès social et de l'amélioration des conditions de vie sur tous les mondes… ».

## Système politique
La nature du gouvernement de la Fédération est celle d'une république fédérale. À ce titre, les planètes membres conservent un pouvoir semi-autonome sur la gestion de leur gouvernement en accord avec leurs propres traditions et lois locales, tant que celles-ci n'enfreignent pas les principes de la Charte et de la Constitution fédérale. Cependant, la loi de la Fédération peut s'imposer dans certains cas d'urgence où le Président peut se substituer au droit local pour, par exemple, déclarer la loi martiale.

### Pouvoir exécutif
Le pouvoir exécutif est détenu par le Président de la Fédération des Planètes Unies. Le siège de la Présidence se trouve à Paris, Place de la Concorde. Le Président est élu au suffrage universel par les citoyens de la Fédération. Il exerce la fonction de chef d'État et du gouvernement. Il oriente la politique étrangère.

### Pouvoir législatif
Le pouvoir législatif est détenu par le Conseil de la Fédération, dont le siège se situe à San Francisco. C'est un organe monocaméral composé des représentants élus des différentes planètes membres. Le Conseil a le pouvoir de créer, d'amender et de ratifier les lois de la Fédération. En plus de ses prérogatives législatives, le Conseil est le seul à pouvoir déclarer la guerre. Il mène également des missions diplomatiques et exerce un pouvoir de contrôle sur Starfleet (arbitrage des cours martiales et ordres de missions).

### Adhésion
L'adhésion à la Fédération est soumise au respect de certains principes éthiques, notamment le respect des Droits de l'Homme appliqués à tous les peuples de la Galaxie, mais dans les faits, d'autres critères (tels que le niveau de développement ou la situation géopolitique) entrent eux aussi en compte. Ainsi, seuls les peuples ayant atteint un niveau technologique permettant de voyager dans l'espace en vitesse de distorsion peuvent adhérer à la Fédération.
L'adhésion implique la mutualisation des connaissances et des ressources des planètes membres. Elle offre des garanties constitutionnelles à tout individu résidant sur un des mondes qui la constitue ou voyageant dans l'espace qu'elle contrôle.

### Exploration et défense
Starfleet est l'institution chargée de l'exploration de la galaxie et de la défense de la Fédération. Ses principales fonctions sont l'exploration spatiale, l'avancement de la connaissance de l'univers, la recherche scientifique et technologique, ainsi que la défense du territoire. Par conséquent, ses officiers combinent des rôles à la fois scientifiques, diplomatiques et militaires.

## Territoire

Le territoire de la Fédération

À la fin du 24e siècle, le territoire de la Fédération comprenait plusieurs douzaines de secteurs au sein des quadrants Alpha et Beta, couvrant ainsi près de 8000 al.

## Économie
La Fédération est décrite comme une utopie économique. Dans l'épisode Unimatrice zéro de Star Trek: Voyager et dans Star Trek : Premier Contact, Tom Paris et Jean-Luc Picard décrivent une nouvelle économie mondiale où l'argent a disparu depuis le XXIIe siècle. En effet, dans cette vision du futur imaginée par Gene Roddenberry, l'éradication de la pauvreté et de la famine grâce aux avancées technologiques a permis à l'Homme de s'affranchir des considérations matérielles. Néanmoins, la Fédération côtoie de nombreuses espèces utilisant de l'argent, à l'image des Férengis, avec lesquelles elle fait des échanges grâce à un métal liquide rare connu sous le nom de « latinium ».

## Directive Première
Selon cette directive, la Fédération des planètes unies interdit à ses membres de s'ingérer dans le développement des autres espèces de l'univers tant que celles-ci ne sont pas parvenues par leurs propres moyens à voyager plus vite que la lumière afin d'éviter toute contamination culturelle.

## Univers miroir
Dans l'Univers miroir, (un univers parallèle où la Fédération n'a jamais existé), les Humains sont à la tête de l'Empire Terrien, un régime totalitaire et belliqueux qui a asservi des dizaines d'autres espèces dont les Vulcains, les Andoriens et les Tellarites.

## Liste des présidents
- Thomas Vanderbilt, Terrien (2161-2165)
- Haroun al-Rashid, Terrien (2165-2173)
- T'Maran, Vulcaine (2173-2177)
- Avaranthi sh'Rothress, Andorienne (2177-2185)
- Jonathan Archer, Terrien (2185-2193)
- Graless, Tellarite (2193-2197)
- Sardix, Vulcain (2197-2201)
- Thortathanal, Andorien (2201-2205)
- Barbara Einicrox, Terrienne (2205-2209)
- Suessor, Vulcain (2209-2213)
- Todahlar, Andorien (2214-2217)
- Richard Morvehl, Alpha Centaurien (2217-2225)
- Janissa Kurvannis, Terrienne (2225-2229)
- Greshlahrigm, Tellarite (2229-2233)
- Madza Bral, Trill (2233-2241)
- Paula Christenson, Terrienne (2241-2245)
- Samuel Solomon Qasr, Terrien (2245-2249)
- Jacob Varis, Arcturien (2249-2253)
- Sanara Dadari, Terrienne (2253-2257)
- Claton Mintaine, Terrien (2257-2261)
- Kenneth Wescott, Terrien (2261-2269)
- Lorne McLaren, Terrien (2269-2273)
- Thomas Oromon, Izarite (2273-2277)
- Gregory Salamorn, Terrien (2277-2281)
- Alohk Ixan, Denevien (2281-2285)
- Ihram Roth, Terrien (2285-2289)
- Ra-ghoratreii, Efrosien (2289-2301)
- Adam Zagrin, Denevien (2301-2309)
- Gan Laikan, Alpha Centaurien (2309-2321)
- Thelianaresth th'Vorothishria, Andorien (2321-2329)
- Hikaru Sulu, Terrien[5](2329-2341)
- Teriful, Bolien (2341-2353)
- T'Pragh, Vulcaine (2353-2361)
- ??? (2361-2365)
- Amitra, Pandrilite (2365-2369)
- Jaresh-Inyo, Grazerite (2369-2373)
- Min Zife, Bolien (2373-2379)
- Nanietta Bacco, Terrienne (2379-?)
- Laira Rillak, Terrienne Bajoran Cardassienne (3189-)[6]